# Lotte Stam-Beese
Charlotte Ida Anna „Lotte“ Stam-Beese (rozená Beese, 28. ledna 1903 Reisicht, okres Goldberg, Slezsko – 18. listopadu 1988 Krimpen aan den Ijssel) byla německá fotografka, architektka a urbanistka. Podílela se na rekonstrukci Rotterdamu po druhé světové válce.

## Život a dílo
Lotte Stam-Beese se narodila v Reisichtu ve Slezsku (dnes Rokitky, Polsko). V mládí pracovala jako tkadlena v Drážďanech. Od roku 1926 studovala na Bauhausu v Dessau, kde se učila u Josefa Alberse, Wassilije Kandinského, Joosta Schmidta a Gunty Stölzl. Přestože byla zapsána na studium tkalcovství, navštěvovala kurzy fotografie a architektury, což vedlo ke změně jejího povolání.
V roce 1927 byla jednou z prvních žen, které navštěvovaly fakultu architektury Bauhausu, a první ženou, která studovala u Hannese Meyera a Hanse Wittwera. Po odchodu z Bauhausu pracovala v Berlíně u Huga Häringa a poté u Hannese Meyera. Později pracovala na několika rozsáhlých projektech v Brně s Bohuslavem Fuchsem.
Po Meyerově odchodu do SSSR ho následovala do Moskvy, kde pracovala pro Marta Stama. Po několika měsících se přestěhovala zpět do Brna, aby pokračovala v práci v architektonické firmě Bohuslava Fuchse, a v Brně porodila syna Petra. Beese dala Fuchse k soudu, protože jí, jak vyplývá z korespondence s právníkem, odmítl vyplatit potřebný příspěvek na tříměsíční mateřskou dovolenou, který jí nabídl. Do jeho firmy se již nevrátila a vzhledem ke svému postavení svobodné matky a prohlubující se hospodářské krizi se snažila najít v Brně novou práci. V Brně vstoupila do kulturní organizace Levá fronta a byla členkou KSČ.
V dubnu 1932 se přestěhovala do ukrajinského Charkova, kde se opět setkala s architektem Martem Stamem. V rámci Mayové brigády (vedl ji bývalý architekt Frankfurtu Ernest May) se podílela na přestavbě města Orsk. V roce 1934 založila spolu s Martem Stamem, za něhož byla provdána do roku 1943, v Amsterdamu kancelář „Stam en Beese Architecten“. Byla členkou sdružení architektů De 8, pro které psala články. V roce 1935 se jí narodila dcera Ariane. Ve svých 37 letech byla díky svým jedinečným předchozím zkušenostem přijata k zahájení studia architektury na VHBO v Amsterdamu. Kombinace studia a péče o dvě děti zvyšovala tlak na její manželství se Stamem. V roce 1943 se rozvedli poté, co se Stam dopustil nevěry, Lotte Stam-Beeseová se však rozhodla ponechat si Stamovo jméno, protože příslušnost k jeho příjmení jí mohla zajistit náskok jako nezávislé architektce v Nizozemsku. V roce 1944 ukončila studium na amsterodamské škole architektury.

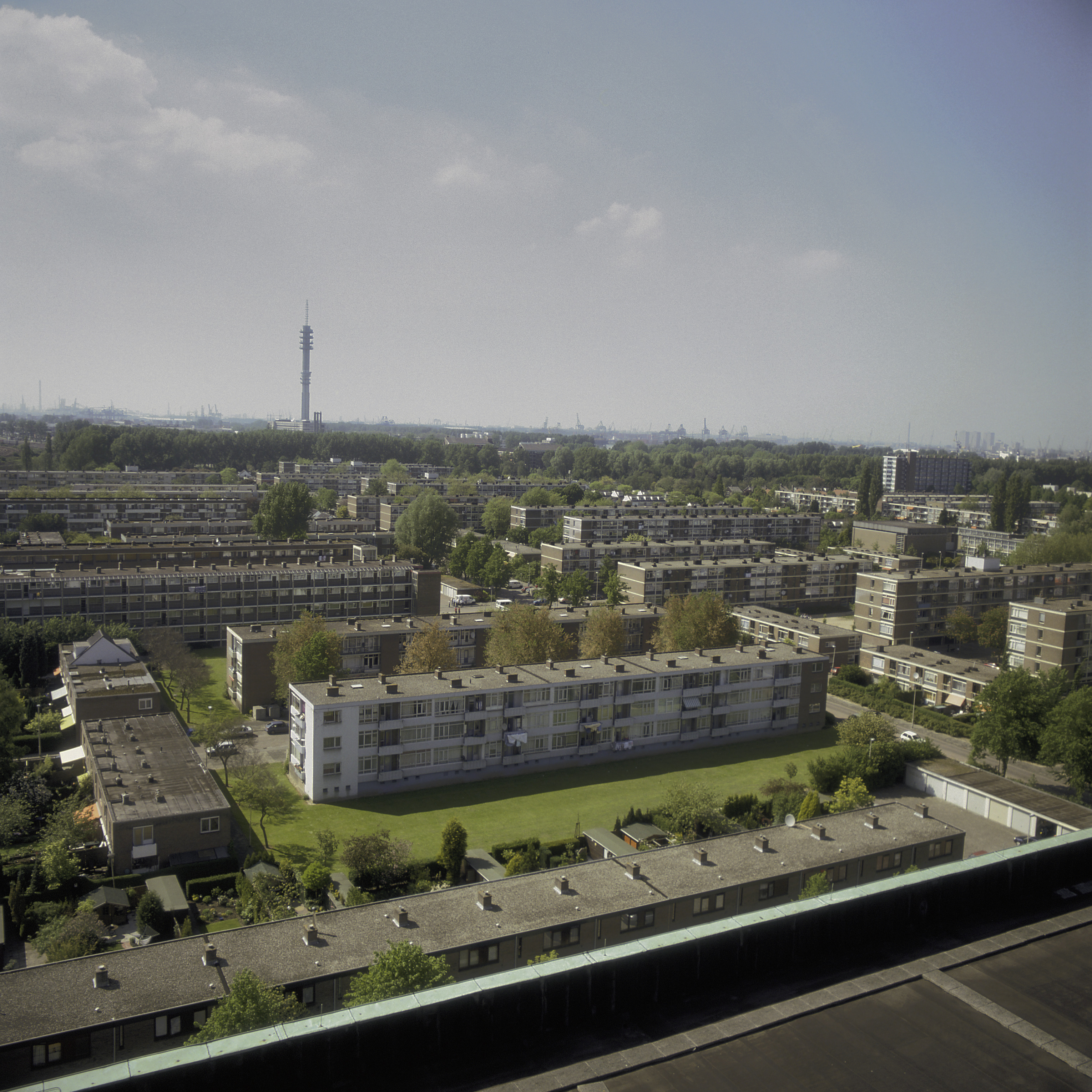
Pendrecht, Rotterdam

Nejvíce se proslavila rekonstrukcí města Rotterdam po skončení války. Od roku 1946 byla první ženou, která vedla post na tamním odboru městského plánování. V roce 1947 navrhla první ulici bez aut v Nizozemsku a v následujících dvaceti letech stavěla v Rotterdamu sociální a inovativní sídliště. Mimo jiné vypracovala plány sídlišť:
- Kleinpolder (1946–1952),
- Pendrecht (1948–1952),
- Westpunt v Hoogvlietu (1956–1957),
- het Lage Land (1961–1962) a
- Alexanderpolder/Ommoord (1957–1971).[2][10][11]

Později přijala nabídku vyučovat na Akademii architektury a urbanismu v Amsterdamu.
Předtím, než se začala věnovat architektuře, byla Beeseová úspěšnou fotografkou. Profesionálně však pracovala jen krátce v letech 1926–1928 a její práce byly často publikovány. Nyní jsou součástí sbírek Muzea moderního umění v New Yorku, Muzea Arthura M. Sacklera a Muzea J. Paula Gettyho.